# Клад Телль-Асмар
Клад Телль-Асмар (также известный как Клад Храма Квадрата, Клад Храма Абу или Клад Асмара) — коллекция из двенадцати человеческих статуй, найденных в 1933 году археологом Генри Франкфортом в раннединастическом храме Телль-Асмар в Эшнунне (ныне городище Телль-Асмар («Бурый холм»)) в мухафазе Дияла в Ираке. Сделанные из гипса, известняка и алебастра, статуи были закопаны и открыты в целости и сохранности в едином месте. Высота статуй от 23 до 72 см — это мужчины и женщины с большими глазами и сложенными для молитвы руками, одетые в юбки раннего династического периода Месопотамии.
Несмотря на последующие находки, как в этом месте, так и в других по всей Месопотамии, они остаются ярким примером абстрактного стиля раннединастической храмовой скульптуры (2900 г. до н. э. — 2350 г. до н. э.).

## История
В конце 1920-х годов антиквары в Багдаде приобретали большое количество необычных высококачественных древних находок, вероятно, найденных в пустыне к востоку от реки Дияла, к северу от её впадения в реку Тигр. В 1929 году Восточный институт при Чикагском университете получил концессию на раскопки. Джеймс Генри Брэстед, основатель института, пригласил голландского археолога Генри Франкфорта возглавить экспедицию. В период с 1930 по 1937 год Франкфорт и его команда провели обширные горизонтальные и вертикальные раскопки на четырёх курганах: Хафаджах, Телль Асмар (древняя Эшнунна), Телль Аграб и Ишчали. Они обнаружили храмы, дворцы, административные здания и дома, датируемые примерно 3100—1750 годами до н. э. Сотни артефактов, извлечённых из расслоившихся руин этих древних гражданских сооружений, значительно расширили понимание раннединастической периодизации Мессопотамии.
Среди наиболее известных и хорошо сохранившихся предметов, найденных при раскопках, были двенадцать статуй, известных теперь под общим названием «клад Телль Асмара». Клад был найден во время раскопок в 1933—34 годах. Во время обнаружения клада статуи были сложены в несколько слоёв в яме размером 85 на 50 сантиметров, расположенной примерно в 45 сантиметрах ниже пола ранней династической версии Храма бога Абу, известного как Квадратный Храм (3000—2350 годы до н. э.). Три самых больших статуи были размещены внизу ямы, а остальные аккуратно сложены сверху. Аккуратное расположение статуй говорит о том, что они были захоронены намеренно. Однако причина захоронения и лицо (лица), ответственное за это, остаются неизвестными. Франкфорт, который много писал на эту тему, предполагает, что жрец периодически хоронил старые или сильно повреждённые статуи, чтобы освободить место в храме для их замены новыми.

## Статуи
Высота статуй из клада Телль-Асмар варьируется от 21 до 72 сантиметров. Стиль всех скульптур известен как «геометрический», который характеризует превращение реалистичных фигур в абстрактные формы. Из двенадцати найденных статуй десять были мужскими и две женскими. Восемь фигур сделаны из гипса, две — из известняка, а одна (самая маленькая) — из алебастра. Все фигуры, за исключением одной коленопреклонённой, изображены в стоячем положении. В качестве опор использовались тонкие круглые основания, а большие клиновидные ножки придавали крупным статуям дополнительную устойчивость. Мужчины одеты в юбки с узорчатым подолом, который закрывает среднюю часть тела и бёдра. Их широкие плечи и толстые круглые руки обрамляют обнажённую грудь, которая частично прикрыта чёрной стилизованной бородой. У всех мужчин, за исключением одного, лысого и чисто выбритого, длинные волосы, разделённые на две симметричные половины, обрамляют гладкие поверхности щёк и лба. Большие глаза, которые, несомненно, являются наиболее яркой стилистической особенностью, общей для всех статуй, сделаны из инкрустации — белой раковины и чёрного известняка; у одной фигуры зрачки из лазурита. Глаза закреплены на головах с помощью битума, который также использовался как пигмент — для придания бороде и волосам характерного чёрного цвета. И волосы, и одежда, хотя и абстрагированные, точно отражают шумерские стили раннединастического периода.
Клад был обнаружен в храме, посвящённом Абу, древнему ближневосточному богу плодородия. Свидетельства из раннединастических руин в Хафадже указывают на то, что статуи могли быть расставлены вдоль стен святилища либо на полу, либо на низкой скамье из глинобитного кирпича, прежде чем их захоронили. Некоторые статуи имеют надписи на спине и нижней части с именем и личным обращением, в то время как на других просто написано «тот, кто возносит молитвы».
Франкфорт утверждает, что самая большая фигура в кладе не является образом человека, скорее, это изображение божества-покровителя Абу. Он обращает внимание на ряд особенностей, которые отличают эту конкретную статую от остальных, включая её размер, неестественно большие глаза, особенно зрачки, и эмблематическую резьбу с изображением львиноголового орлана Имдугуда, скользящего среди газелей и листовой растительности, вырезанными на основании статуи.

## Галерея
Шумерские статуи поклонения. Часть «клада Телль Асмар» находится в Иракском музее в Багдаде; 7 статуй (из 12) выставлены в Шумерской галерее Иракского музея — их фотографии изображены ниже. Другие статуи находятся в Метрополитен-музее и Восточном институте Чикаго.

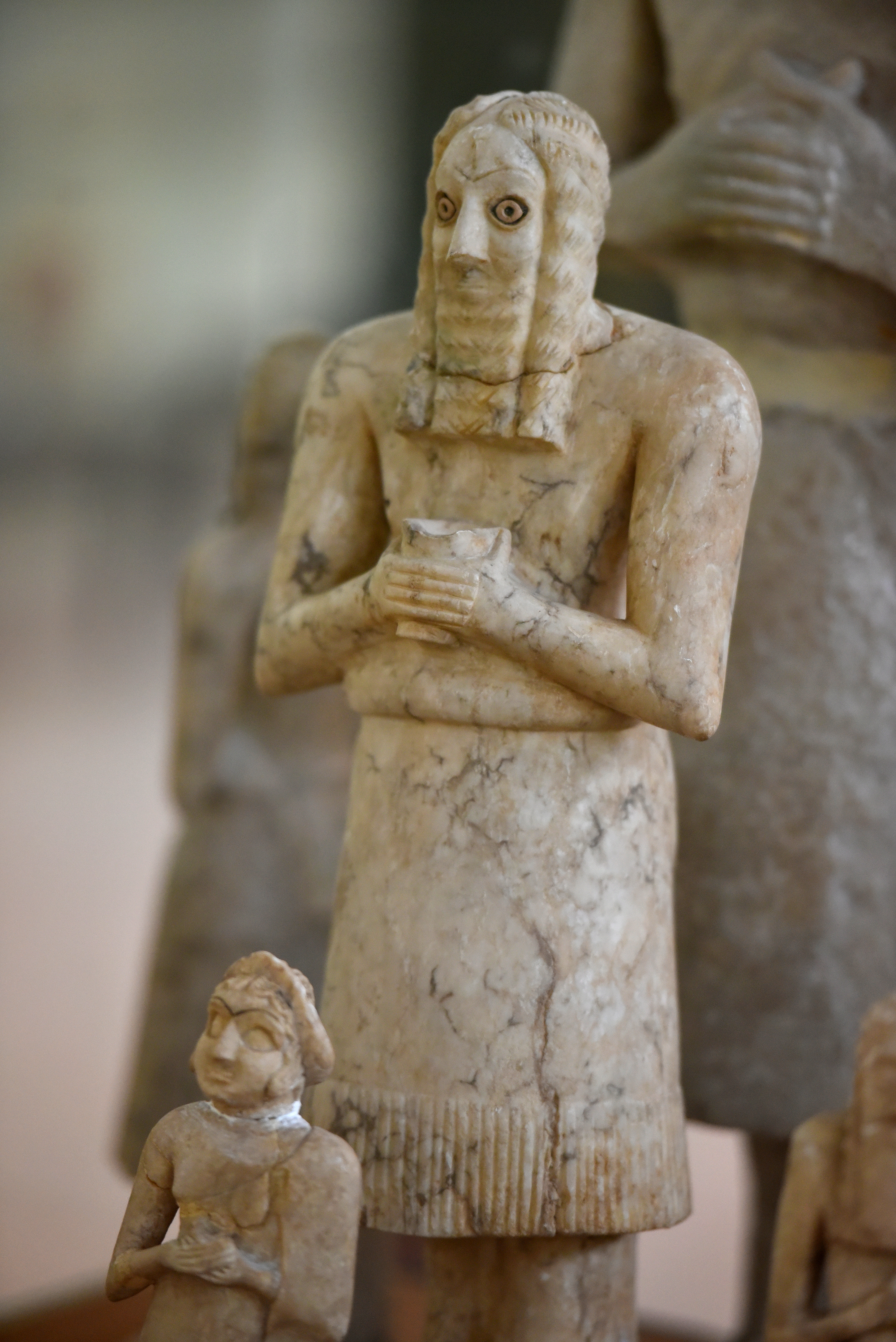
Мужчина-богомолец
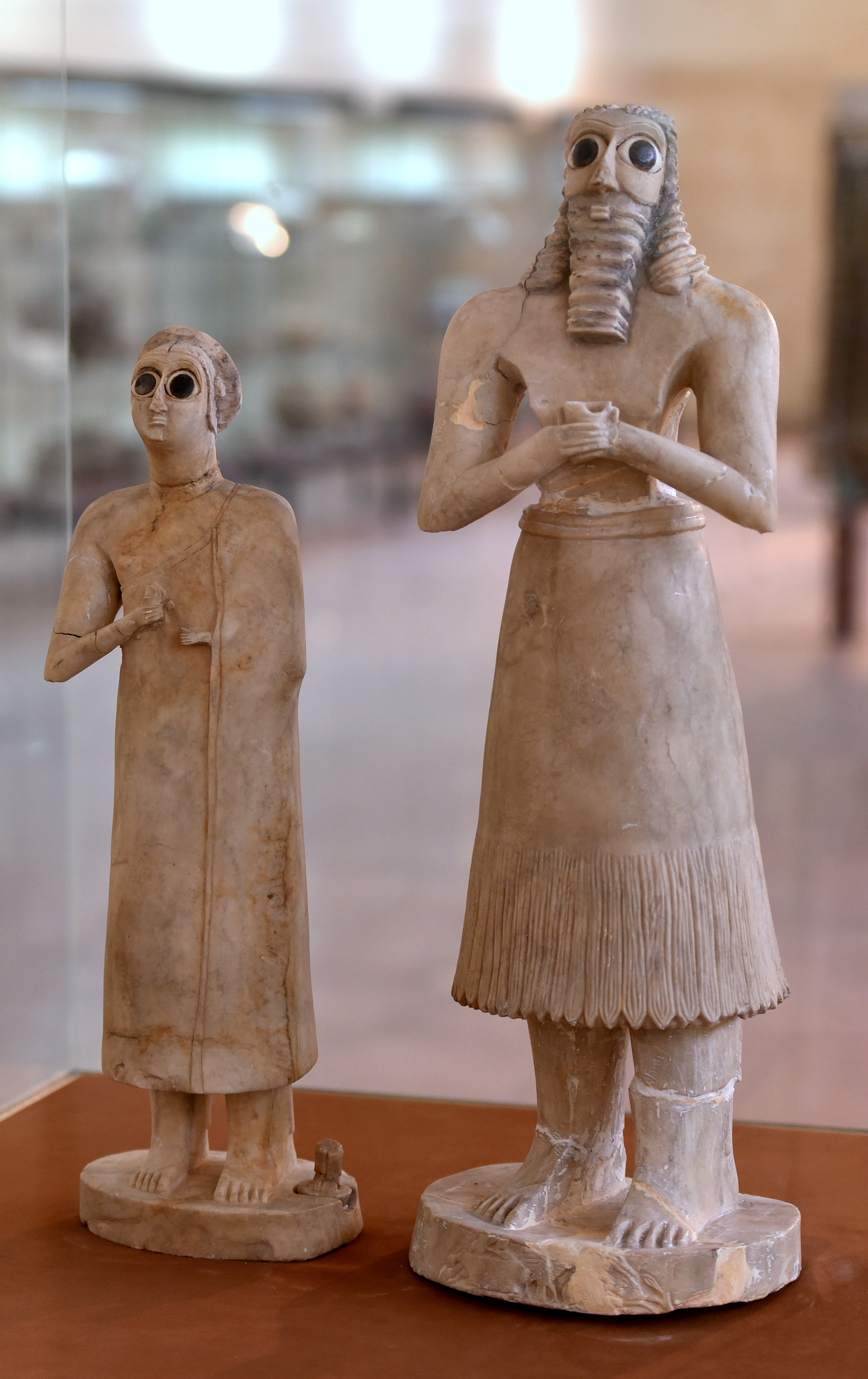
Мужчина и женщина поклоняются
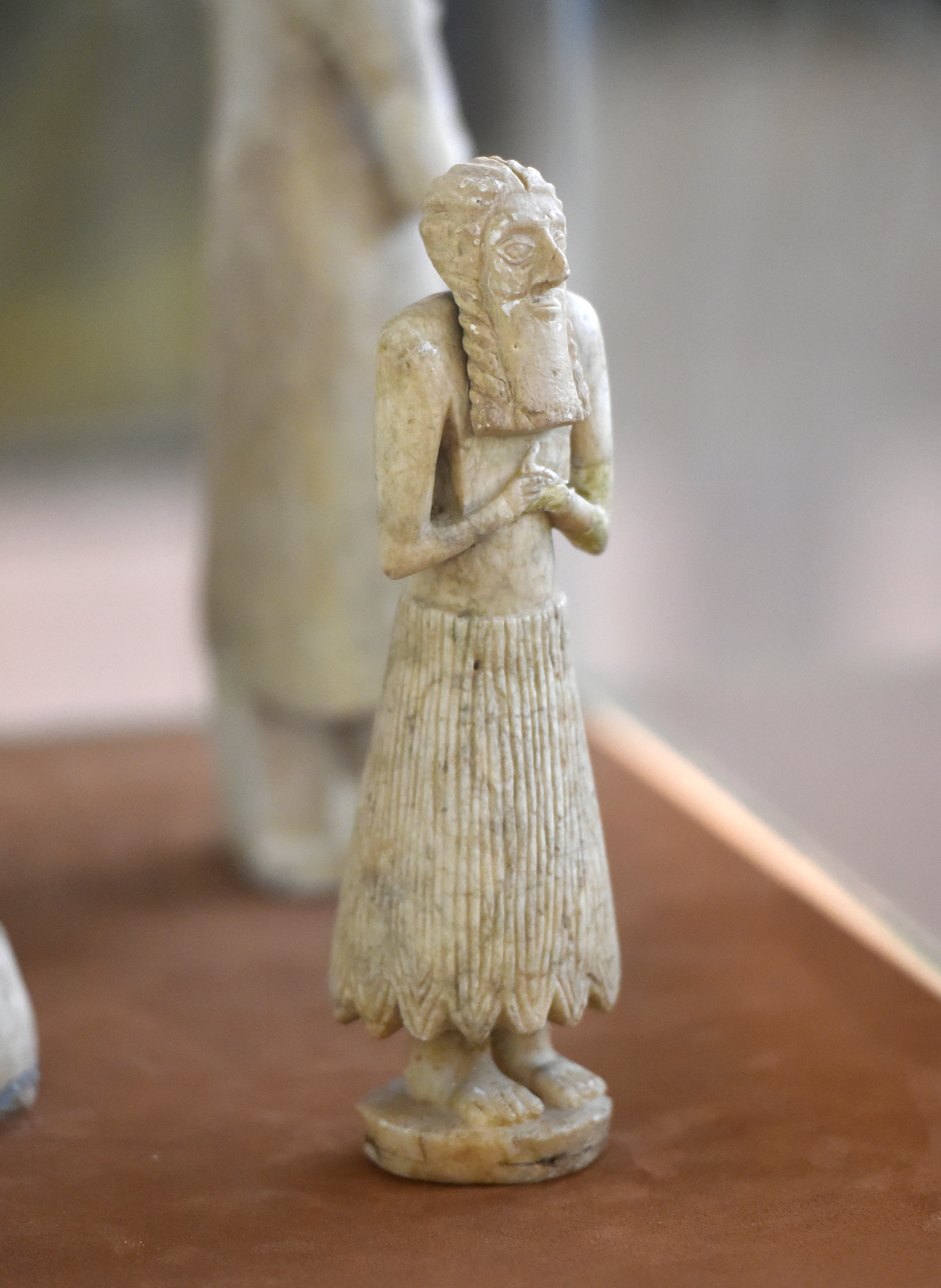
Мужчина-богомолец
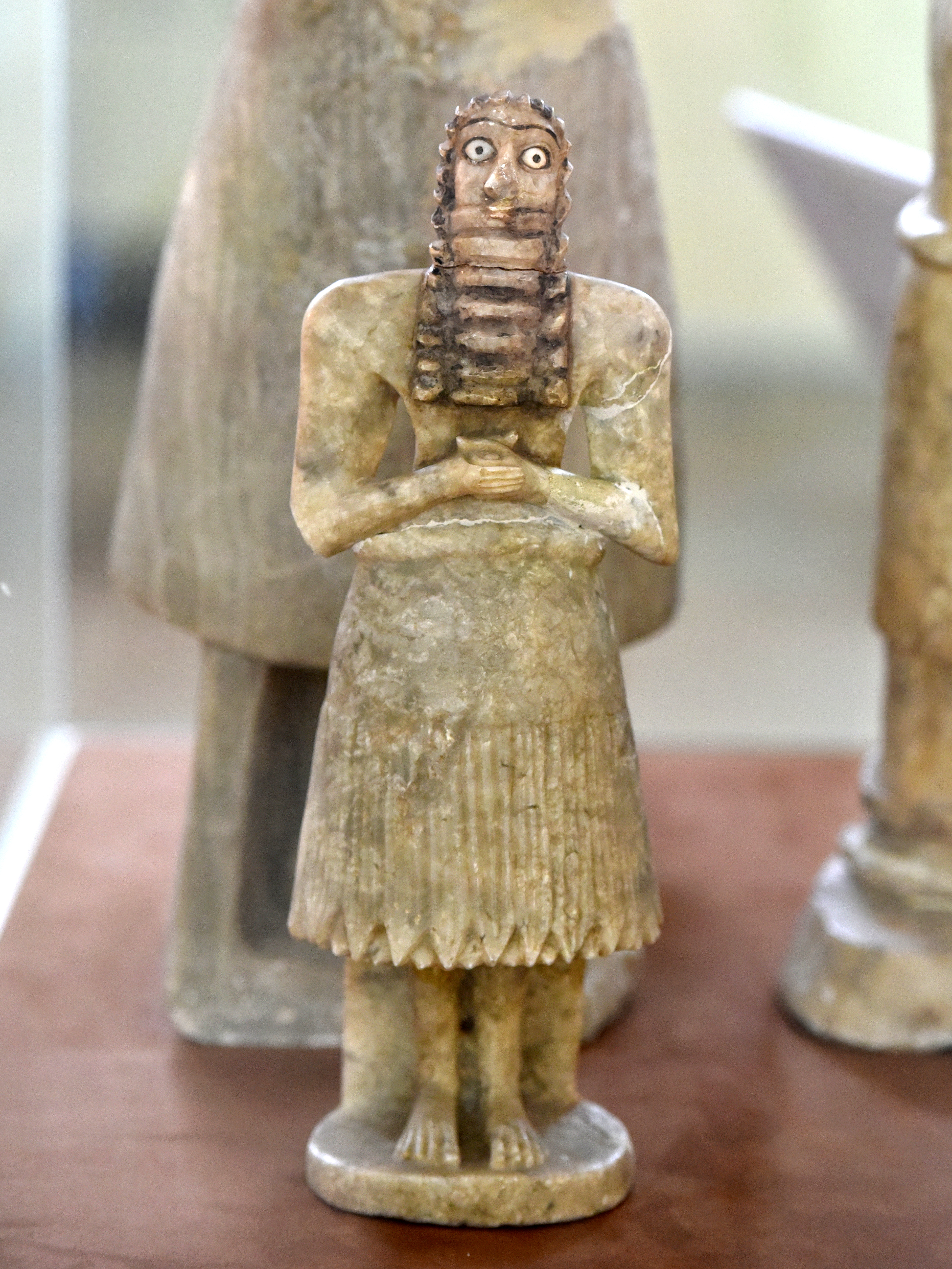
Мужчина-богомолец
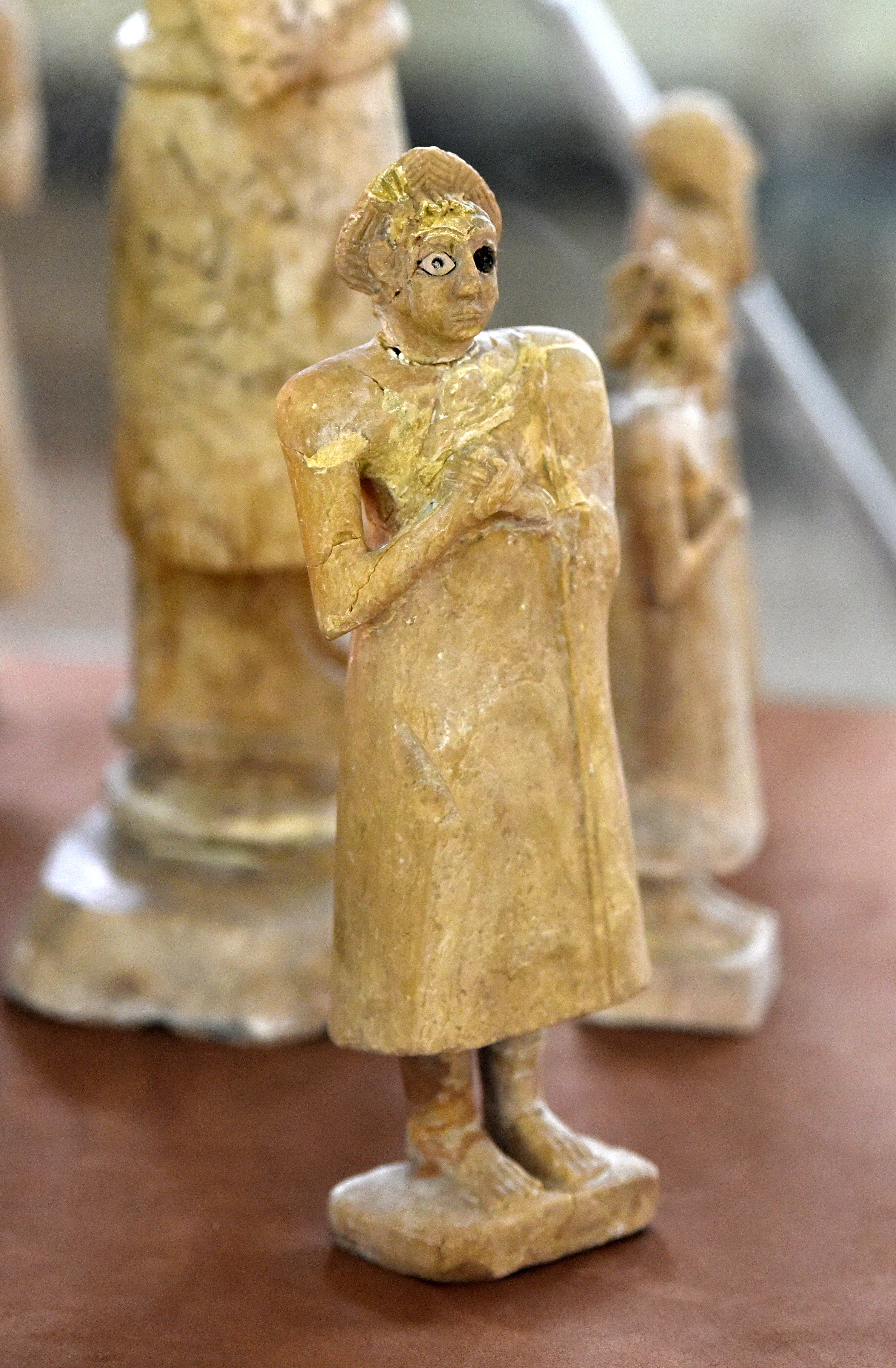
Мужчина-богомолец
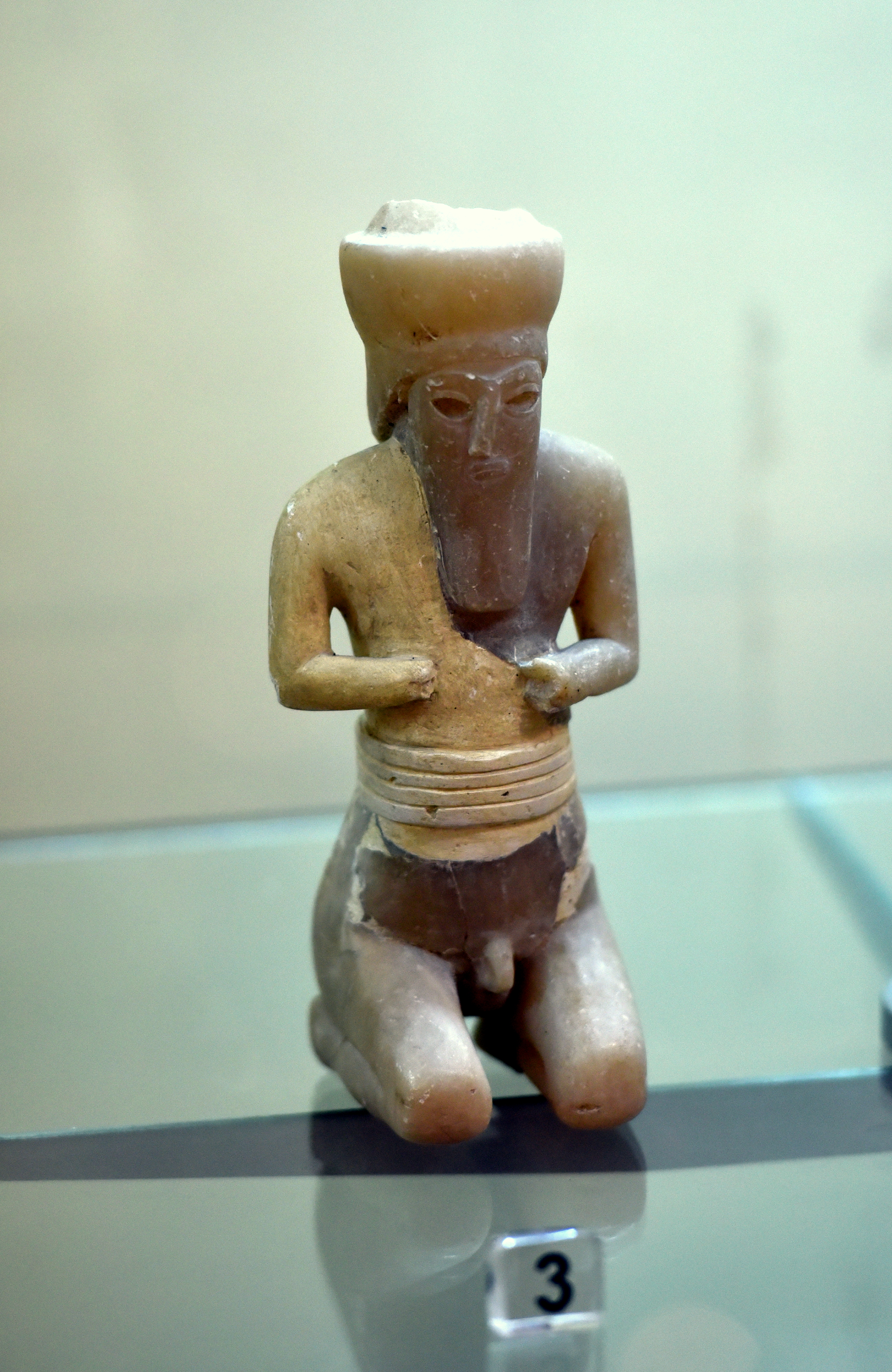
Сидящий молящийся, обнажённый мужчина